# Сонет 107
Сонет 107 (англ. Sonnet 107) — один из 154 сонетов, написанных Уильямом Шекспиром и впервые опубликованных в 1609 году. Дата написания неизвестна, существуют разные гипотезы на этот счёт. Результаты компьютерного анализа говорят о том, что сонеты со 104-го по 126-й могли быть созданы приблизительно в 1600 году, но не все исследователи с этим согласны. Возможно, Шекспир редактировал все сонеты до момента их публикации. 
Во втором катрене 107-го сонета многие исследователи видят зашифрованные указания на конкретные исторические события — восстание графа Эссекса, смерть королевы Елизаветы I, воцарение Якова I Стюарта. Соответственно стихотворение часто датируют 1599—1601 или 1603—1605 годами.
Предположительно первое издание не было авторизованным. Тем не менее начиная с 1711 года сонеты публикуются в той же последовательности, и учёные на основе изначальной нумерации раскрывают историю любовного треугольника, которая служит подтекстом для всего цикла.
107-й сонет относится к числу стихотворений, посвящённых другу: в них Шекспир обращается к не названному по имени молодому мужчине. Личность последнего остаётся загадкой, но в большинстве гипотез фигурируют Генри Ризли, 3-й граф Саутгемптон, и Уильям Герберт, 3-й граф Пембрук.
Как почти все сонеты Шекспира (кроме 145-го), 107-й сонет написан пятистопным ямбом.